# Castelo de Westminster
O Castelo de Westminster, também conhecido localmente como "A Coluna de Fogo", é um marco historico localizado em Westminster, Colorado, a noroeste de Denver, próximo ao cruzamento da 83rd com a Federal. Ela está listada no Registro Nacional de Locais Históricos como Universidade de Westminster.

## Concepção para construção
A Universidade de Westminster foi concebida pela primeira vez em 1890 pelo nova-iorquino Henry T. Mayham, que convenceu o Presbitério de Denver a construir uma Universidade Presbiteriana em um terreno de sua propriedade em Crown Point, o ponto mais alto do então condado de Arapaho.

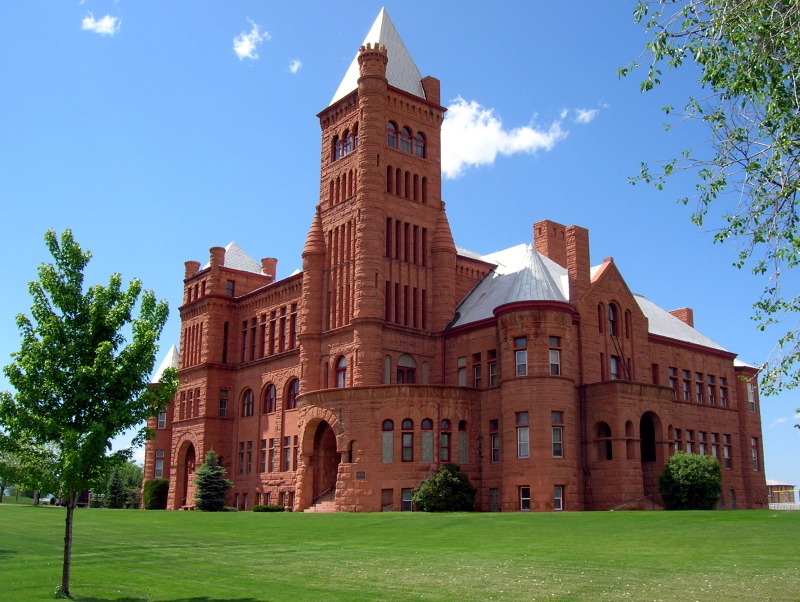
Castelo de Westminster, 2008

O arquiteto EB Gregory projetou e lançou a pedra fundamental do prédio principal da universidade, que seria construído com pedra cinza da área de Coal Creek . Após atrasos na construção causados por falta de fundos, Mayham contratou o arquiteto de Nova York Stanford White para terminar o projeto e supervisionar a construção. White mudou um elemento principal do design, a pedra, para um arenito vermelho da área Red Rocks / Manitou. O projeto de White foi concluído em 1893: 160 ft frontage, 80 pés de profundidade, três andares de altura, com um distinto 175 torre pés de altura. O estilo arquitetônico do edifício é um excelente exemplo do românico Richardsonian.

## O Princeton do Oeste
Embora a construção tenha sido concluída em 1893, as portas da Universidade de Westminster não foram abertas até 17 de setembro de 1908 devido ao Pânico de 1893 e à competição de um colégio presbiteriano próximo. A persistente arrecadação de fundos de Mayham valeu a pena quando os primeiros 60 alunos começaram as aulas em 1908. A mensalidade era de $50 por ano e incluía encanamento interno.
Em 1911, a pequena comunidade agrícola ao redor da universidade, então conhecida como Harris, votou pela incorporação como cidade. Naquela época, Harris decidiu mudar seu nome para Westminster em homenagem à universidade. A escola continuou em operação até 1917, quando o número de matrículas caiu completamente devido à Primeira Guerra Mundial.

## Pilar de Fogo
No auge, a propriedade Crown Point valia quase meio milhão de dólares. Porém, após o fechamento devastador e o abandono de três anos, foi comprado pelo Bispo Alma Bridwell White da Igreja Nacionalista Branca Pilar de Fogo por $ 40.000 em 31 de janeiro de 1920. Incluído na venda estava o prédio principal da faculdade, 45 acres (180,000 m2)  de terreno, uma usina e duas casas (uma para dormitório de estudantes e outra para presidente )
A venda foi um bom negócio, mas o estado dos edifícios deixou a igreja com US $ 75.000 em reparos. Janelas quebradas, paredes rachadas e gesso quebrado eram as principais reclamações estruturais, mas o edifício outrora majestoso também havia se tornado um celeiro glorificado com milhares de galinhas no porão e máquinas agrícolas no primeiro andar.
Apesar da enormidade do trabalho, a nova Universidade de Westminster foi aberta para estudantes em 7 de setembro de 1920, apenas oito meses após a compra. Seis anos depois de sua inauguração, a escola, agora conhecida como Belleview Schools, recebeu seu credenciamento educacional e estava pronta para décadas de educação.
No final da década de 1920, o campus era frequentemente usado para reuniões da Ku Klux Klan e queimadas cruzadas. Mas em 1997, a Igreja Pilar de Fogo, dona da escola e organização pai, repudiou sua associação histórica com a Klan.

## Hoje
Os Belleview Escolas Cristas ainda residem no campus da Westminster University, que abriga a Belleview Puericultura Crista & PreSchool (idades de 1 a 4 anos) e a Belleview Escola Crista (K a 12). Embora a maior parte do ensino aconteça em edifícios mais novos no campus, as aulas continuam no edifício principal histórico que foi inscrito no Registro Nacional de Locais Históricos em 1979. O prédio também abriga a KPOF AM91 Radio, a primeira estação do Colorado a transmitir em HD Radio .